# Liste der Universitäten und Hochschulen in Slowenien
Dies ist eine Liste der Universitäten und Hochschulen in Slowenien:

## Einleitung
Das slowenische Hochschulsystem besteht aus
- drei staatlichen Universitäten (Ljubljana, Maribor, Primorska)
- drei privaten Universitäten (Nova Gorica, Nova Univerza, Univerza v Novem mestu)
- einer Universität in Trägerschaft einer internationalen Organisation, der Union für den Mittelmeerraum
- einem öffentlichen unabhängigen Hochschulinstitut
- 39 privaten Hochschulen (einige im Status einer Fakultät, die meisten im Status einer Visoka Šola).

Universitäten (Nach slowenischem Recht muss eine Universität mindestens drei Fakultäten besitzen) und eigenständige Fakultäten sind berechtigt, Studienprogramme in allen drei Bologna-Stufen anzubieten (Bachelor, Master, Doktorat). Eine Visoka Šola ist demgegenüber auf Bachelor- und teilweise auch Master-Studiengänge beschränkt.
Die Akkreditierung der Studiengänge erfolgt durch die Slovenian Quality Assurance Agency for Higher Education (slowenisch: Nacionalna agencija Republike Slovenje za kakovost v visokem šolstvu/NAKVIS). Einige Studiengänge an privaten Hochschulen sind staatlich konzessioniert, d. h. der Staat stellt finanzielle Mittel für die Durchführung dieser Studiengänge zur Verfügung.
Im Studienjahr 2018/2019 studierten insgesamt 65.640 Personen an slowenischen Hochschulen, 56.374 an staatlichen Universitäten und 9.266 an privaten Universitäten und Hochschulen. Die gesetzlich festgelegte Unterrichtssprache ist slowenisch, allerdings werden zunehmend auch Studienprogramme in englischer Sprache angeboten.
Zu Beginn des Studienjahres 2021/2022 waren rund 61.500 Studierende an slowenischen Hochschulen eingeschrieben, davon 13.478 Studienanfänger.
Im Studienjahr 2022/23 erhöhte sich die Zahl der Studierenden auf 70.840, davon 62.900 an staatlichen und 7.940 an privaten Universitäten und Hochschulen. 55.970 Personen studieren in Vollzeit, 14.870 in Teilzeit. Die Mehrzahl der privaten Hochschulen konzentriert das Studienangebot auf Teilzeitstudiengänge (Ausnahmen: siehe Private Hochschulen mit staatlich konzessionierten Studiengängen).

## Universitäten
| Universität                            | Studentenzahl | Gründungsjahr |
| -------------------------------------- | ------------- | ------------- |
| Universität Ljubljana in Ljubljana     | 37.615        | 1919          |
| Universität Maribor in Maribor         | 14.077        | 1975          |
| Universität Primorska in Koper         | 6.091         | 2003          |
| Universität Nova Gorica in Nova Gorica | 405           | 2006          |
| EMUNI University in Piran              | k. A.         | 2008          |
| Nova Univerza in Nova Gorica           | 3.392         | 2017          |
| Univerza v Novem mestu in Novo mesto   | 611           | 2017          |

Träger der Euro-Mediterranean University (EMUNI University)/slowenisch: Evro-sredozemska univerza mit Sitz in Piran ist die Union für den Mittelmeerraum. Sie bezeichnet sich selbst als sui generis Universität, die besonders dem interkulturellen Dialog im Mittelmeerraum und Nahen Osten verpflichtet ist.
Nachdem die Gründung der Nova Univerza, ebenfalls in Nova Gorica, im Jahre 2008 zunächst gescheitert war, wurde die Hochschule durch Zusammenschluss zweier bisher selbständiger Fakultäten (Europska pravna fakulteta in Nova Gorica und Fakulteta za državne in evropske študije in Kranj) sowie die Neugründung der Fakulteta za slovenske in mednarodne študije, ebenfalls in Kranj, und deren Akkreditierung nach langwierigen juristischen und politischen Auseinandersetzungen schließlich doch noch anerkannt und im Jahr 2017 akkreditiert. Rektor der Nova Univerza ist der frühere slowenische Außenminister Dimitrij Rupel.
Eine weitere private Neugründung ist die Univerza v Novem mestu in Novo mesto, die durch den Zusammenschluss von vier bereits bisher in Novo mesto beheimateten, aber zuvor selbständigen Fakultäten Fakulteta za upravljanje, poslovanje in informatiko, Fakulteta za poslovne in upravne vede, Fakulteta za tehnologije in sisteme und Fakulteta za zdravstvene vede gebildet und im September 2017 akkreditiert wurde. Nach Umbenennungen besteht die heutige (Dezember 2020) Struktur ebenfalls aus vier Fakultäten: Fakulteta za ekonomijo in informatiko, Fakultete za poslovne in upravne vede, Fakulteta za zdravstvene vede und Fakulteta za stojništvo.
Anmerkungen:
- Die Musikakademie Ljubljana (slowenisch: Akademija za glasbo),
- die Kunstakademie Ljubljana (slowenisch: Akademija za likovno umetnost in oblikovanje)[22] sowie
- die Akademie für Theater, Radio, Film und Fernsehen (slowenisch: Akademija za gledališče, radio, film in televizijo)

sind Einrichtungen und Teil der Universität Ljubljana.

## Öffentliche Hochschuleinrichtung
- Fakulteta za informacijske študije in Novo mesto

## Private Hochschulen mit staatlich konzessionierten Studiengängen
- Fakulteta za dizajn in Trzin – die Fakultät war früher assoziiertes Mitglied der Universität Primorska; Mitgliedschaft beendet am 16. Dezember 2021
- Fakulteta za tehnologijo polimerov in Slovenj Gradec
- Fakulteta za uporabne družbene študije in Nova Gorica
- Fakulteta za zdravstvo Angele Boškin in Jesenice
- GEA College - Fakulteta za podjetništvo/Global Entrepreneurship Academy in Ljubljana
- Mednarodna Fakulteta za družbene in poslovne študije in Celje
- Visoka šola za varstvo okolja in Velenje[23]

## Sonstige private Hochschulen
- IEDC-Bled School of Management in Bled
- Mednarodna podiplomska šola Jožefa Stefana / International Postgraduate School Jožef Stefan in Ljubljana
- Podimplomska šola ZRC SAZU in Ljubljana
- Alma Mater Europaea - Evropski Center in Maribor and Ljubljana
- AREMA - Visoka šola za regionalni management in Rogaška Slatina
- AVA - Akademija za vizualne umetnosti in Ljubljana
- B&B Visoka šola za poslovne vede, zavod in Kranj
- B2 Visoka šola za poslovne vede in Ljubljana
- DOBA Fakulteta in Maribor
- Erudio Visošolsko središče in Ljubljana
- Fakulteta za industrijski inženiring in Novo mesto
- Fakulteta za komercialne in poslovne vede in Celje
- Fakulteta za medije in Ljubljana[24]
- Fakulteta za organizacijske študije in Novo mesto
- Fakulteta za pravo in poslovne vede in Ljubljana
- Fakulteta za uporabne družbene študije in Nova Gorica
- Fakulteta za zdravstvene in socialne vede in Slovenj Gradec
- VIST - Fakulteta za aplikativne vede in Ljubljana – früher Visoka šola za storitve
- IAM - Visoka šola za multimedije in Ljubljana
- IBS - Mednarodna poslovna šola in Ljubljana
- Mednarodna fakulteta za družbene in poslovne študije in Celje
- MLC - Fakulteta za management in pravo in Ljubljana
- Šola za risanje in slikanje in Ljubljana
- Visoka poslovna šola Erudio in Ljubljana
- Visoka šola na Ptuj in Ptuj
- Visoka šola Ravne na Koroškem in Ravne na Koroškem[25]
- Visoka šola za gradbeno inženirstvo in Kranj, assoziiertes Mitglied der Nova Univerza
- Visoka šola za hotelirstvo in turizem in Bled
- Visoka šola za proizvodno inženirstvo in Celje
- Visoka šola za računovodstvo in finance in Ljubljana
- Visoka šola za upravljanje podeželja GRM in Novo mesto
- Visoka zdravstvena šola v Celju in Celje
- Visokošolski zavod fizioterapevtika šola in Medvode